# Holden Caulfield

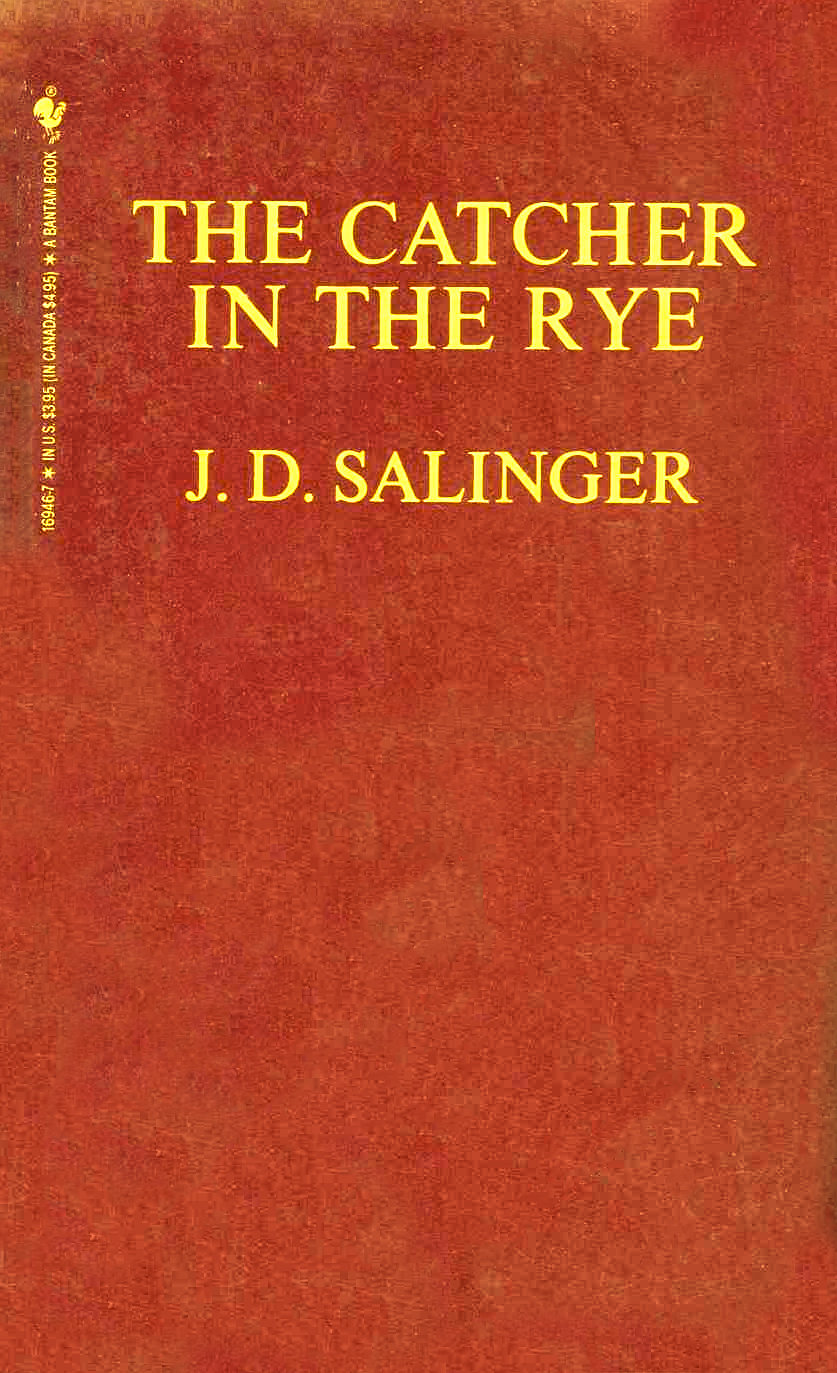
The Catcher in the Rye portada de la edición en 1985 de Bantam.

Holden Caulfield es un personaje ficticio creado por J. D. Salinger. Holden es el protagonista adolescente de dieciséis años de la novela The Catcher in the Rye de 1951, y también aparece en otras obras literarias del autor. 
Físicamente, Holden es alto. Tiene cabellos grises en la parte derecha de su cabeza. Estas dos cualidades contribuyen a que Holden parezca mayor de lo que es. Una de las características más notables de este personaje es su capacidad para detectar las cualidades más ridículas de las personas, como el narcisismo, la hipocresía y la superficialidad. Esto produce a su vez un efecto de desconfianza que llega hasta el cinismo por parte de Holden hacia los demás. Así pues, a pesar del enorme desdén de Holden hacia estos comportamientos, exhibe paradójicamente los rasgos que desprecia, lo que le convierte, en cierto modo, en un personaje trágico. Holden se fugará de la residencia donde vive para completar sus estudios y así comienza un viaje en el que frecuentará bares y hoteles mientras conoce a un gran número de personajes, muchos de ellos ejemplificarán los aspectos de la sociedad estadounidense más detestados por el protagonista.
Caulfield es el segundo de cuatro hijos, con dos hermanos, D. B. y Allie (quien había muerto dos años antes del momento en que se narra la novela), y una hermana, Phoebe. Sus padres no se nombran en las obras de Salinger, lo único que se menciona es que Holden tiene una mala relación con estos dos.
Nacido en una vida de privilegio, Caulfield mira el mundo desde el punto de vista de una élite. Cuestiona el valor de las clases y de la sociedad y, a veces, parece oponerse a los convencionalismos solo por el capricho de la oposición. Es considerado ser el precursor, por así decirlo, del modelo del «hombre joven furioso».

## The Catcher in the Rye
Holden Caulfield es el narrador y personaje principal de The Catcher in the Rye. La novela relata la semana de Holden en la ciudad de Nueva York durante las vacaciones de Navidad, alrededor de 1948/49, luego de su expulsión de Pencey Prep, una escuela preparatoria en Pensilvania basada libremente en la alma mater de Salinger, la Academia Militar Valley Forge. Holden Caulfield cuenta su historia con sorprendente honestidad desde un hospital de California en un lenguaje cínico y hastiado.

## En otras obras
El personaje, como Holden Caulfield, aparece en Slight Rebellion off Madison de Salinger, publicado en el número del 21 de diciembre de 1946 de The New Yorker. Una versión anterior de esta historia, titulada "¿Are You Banging Your Head Against a Wall?" fue aceptado para su publicación por The New Yorker en octubre de 1941, pero no se publicó entonces porque los editores encontraron que el tono era demasiado desolador para sus lectores. Una versión editada de este cuento se convirtió más tarde en la base de varios capítulos de la sección media-tardía de The Catcher in the Rye que trata sobre la cita de Caulfield con Sally Hayes, durante la cual confiesa su deseo de fugarse con ella, se encuentra con Carl Luce unos tragos y hace una llamada telefónica borracho a la casa de los Hayes. A diferencia de la secuencia similar en la novela, Caulfield está en un receso de Navidad de la escuela y, en la historia, el interludio con Sally se divide en dos ocurrencias. Además, el encuentro con Carl Luce es considerablemente más breve en la historia que en la novela.
Caulfield también figura como personaje en el cuento I'm Crazy, publicado en Colliers (22 de diciembre de 1945), y otros miembros de la familia Caulfield aparecen en Last Day of the Last Furlough, publicado en The Saturday Evening Post (15 de julio de 1944) y los cuentos inéditos The Last and Best of the Peter Pans (c. 1942) y The Ocean Full of Bowling Balls (c. 1945). I'm Crazy está estrechamente relacionado con el primer capítulo de The Catcher in the Rye. Comienza con Caulfield parado en una colina en Pencey Prep viendo un partido de fútbol debajo, y se desarrolla cuando Holden visitando a su maestro de historia, el Sr. Spencer, para hablar sobre su expulsión de la escuela y su futuro. Varios otros detalles coinciden con los que se encuentran en el primer capítulo de The Catcher in the Rye, incluida una referencia a la madre de uno de los compañeros de escuela de Caulfield y a su propia madre enviándole un regalo de patines de hielo, pero la historia termina con su regreso a casa en lugar de escaparse del colegio. Una vez en casa, no se le muestra enfrentándose a sus padres, quienes, según la criada, están jugando al bridge. En cambio, va a hablar con Phoebe. Su diálogo es similar al que aparece en los últimos capítulos de The Catcher in the Rye. La otra característica notable de la historia es que su hermana Viola recibe su primera y única mención en la saga de Caulfield.
This Sandwich Has No Mayonnaise (Esquire, 1945) menciona a Holden como desaparecido en acción durante la guerra.

## Familia Caulfield en otras obras
Last Day of the Last Furlough relata el último día de Babe Gladwaller antes de partir para luchar en la Segunda Guerra Mundial. Gladwaller pasa parte del día con su hermana pequeña antes de que llegue Vincent Caulfield. En ese momento, Vincent es un compañero soldado a punto de irse a la guerra. Vincent anuncia que su hermano, Holden, ha sido declarado desaparecido en combate. Aquí hay cierta ambigüedad porque Holden está vivo y es estudiante de secundaria durante The Catcher in the Rye, que fue escrito y publicado después de la guerra, por lo que no es posible que haya sido soldado durante la década 1940 y estudiante de secundaria en principios de la década 1950.
No está claro cuántos hijos Caulfield hay y quién es quién. Por ejemplo, muchos han especulado que el hermano de Holden, D.B., es en realidad Vincent. Sin embargo, Salinger escribió que Vincent murió durante la Segunda Guerra Mundial y The Catcher in the Rye se publicó en 1951. En ese momento, D.B. está vivo y trabajando como escritor en Hollywood. La relación de Gladwaller con su hermana menor puede verse como un paralelo a la relación de Caulfield con Phoebe.
The Last and Best of the Peter Pans relata la historia de que su madre ocultó el borrador del cuestionario de Vincent. Los hechos ocurren justo después de la muerte de Kenneth (más tarde rebautizado como Allie) y revelan la ansiedad de Mary Moriarity, actriz y madre de Caulfield. La historia se destaca por la aparición de las declaraciones de Phoebe y Vincent sobre un niño que se arrastra por un acantilado.
En The Ocean Full of Bowling Balls, Vincent (D.B.) recuerda el día en que murió su hermano Kenneth (Allie). La historia se desarrolla en la casa de verano de Caulfield en Cabo Cod. Varios detalles se abren camino desde esta historia hasta The Catcher in the Rye, incluida la caracterización de Allie; el guante de baseball para zurdos con inscripciones poéticas de Allie; la novia de Vincent, Helen, que mantiene a sus reyes en la última fila (como Jane Gallagher); y la visión crítica de Caulfield de los demás. Si bien la causa de la muerte en The Catcher in the Rye es la leucemia, aquí se debe a una afección cardíaca no especificada. Hacia el final de la historia, Kenneth y Vincent están en la playa. Kenneth decide ir a nadar y una ola lo noquea. Holden, que acaba de regresar del campamento, está esperando en el porche con sus maletas mientras Vincent regresa con el cuerpo inconsciente de Kenneth. Kenneth muere más tarde esa misma noche. Según los informes, la historia se vendió a una revista, solo para que Salinger la retirara antes de su publicación.
Otra historia breve destacada relacionada con Caulfield es The Boy in the People Shooting Hat, que se envió a The New Yorker en algún momento entre 1948 y 1949, pero nunca se publicó. Se centra en una pelea entre dos personajes llamados Bobby y Stradlater sobre los sentimientos de Bobby hacia Jane Gallagher. Esta historia parece formar la base de varias escenas clave en los primeros capítulos de The Catcher in the Rye.
En Seymour: An Introduction, se menciona de pasada a Curtis Caulfield como "un niño excepcionalmente inteligente y agradable" que apareció en el mismo programa de radio que Seymour y los otros jóvenes Glass. Según los informes, es "asesinado durante uno de los desembarcos en el Pacífico". Es posible que Vincent pase a llamarse Curtis, ya que "Seymour" se publicó en 1959, y tanto Curtis como Vincent mueren en el Pacífico durante la Segunda Guerra Mundial. Ninguno de los trabajos de Salinger hasta la fecha ha aclarado exactamente cuántos niños de Caulfied había o quiénes (aparte del personaje de Kenneth/Allie) podrían haber sido la misma persona, pero simplemente renombrados en un trabajo posterior.
En The Stranger, publicado en Collier's el 1 de diciembre de 1945, Babe Gladwaller y su hermana Mattie (un prototipo de Phoebe) visitan a la exnovia de Vincent Caulfield, ahora casada, para contarle sobre su muerte y entregarle un poema que él escribió sobre ella.

## Impacto cultural
Holden Caulfield es uno de los personajes más perdurables de la ficción estadounidense del siglo XX. Se ha sugerido que el propio Salinger se relacionaba tan estrechamente con Holden que protegía al personaje. Esta fue la razón por la que no estaba dispuesto a permitir filmaciones que adaptaran su libro o el uso del personaje por parte de otros escritores.
Mark David Chapman, asesino de John Lennon, fue encontrado en la zona del crimen leyendo el libro The Catcher in the Rye. Chapman admitió que se imaginó siendo Holden Caulfield cuando acabó con Lennon. Green Day escribió en 1992 una canción llamada "Who Wrote Holden Caulfield?" para su álbum Kerplunk, después de que el cantante y guitarrista Billie Joe Armstrong leyera The Catcher in the Rye. Inicialmente, dejó de leerlo después de abandonar la escuela secundaria Pinole Valley cuando tenía 18 años. The Offspring en su álbum Ignition mencionan a Holden Caulfield en la canción «Get It Right». El dúo rapero conocido como Piezas & Jayder tiene un tema titulado «Holden Caulfield».